# Шаффхаузенско-тургауский диалект
Шаффхаузенско-тургауский диалект (нем. Schaffhausisch-thurgauisch) — диалект немецкого языка, распространённый в швейцарских кантонах Тургау и Шаффхаузен. Принадлежит к восточной группе верхнеалеманнских диалектов южнонемецкого пространства. Распадается на тургауский и шаффхаузенский местные диалекты.